# 外箕輪
外箕輪（そとみのわ）は、千葉県君津市の地名。現行行政地名は大字外箕輪および外箕輪1丁目から4丁目。郵便番号は299-1173。

## 地理
市内北西部、小糸川下流右岸に位置する。地内西部は住宅地が広がる一方、東部では水田も見られる。
国道127号の西側に南東から時計回りに1丁目 - 4丁目が所在し、東側が大字外箕輪となっている。また、北東側の県道92号付近に大字外箕輪の飛地が存在する。
北で南子安、東で内箕輪・法木作・三直、南で常代、西で八幡・杢師とそれぞれ接する（いずれも君津市）。また飛地部分は北から東にかけて内箕輪・内蓑輪、南から西にかけて法木作と接する。

## 歴史
かつては外蓑輪とも表記された。

### 沿革
- 江戸時代 - 周淮郡外蓑輪村成立。当初は幕府・清水家の相給、のち旗本土岐氏・林氏の相給。
- 1873年（明治6年） - 外蓑輪村、千葉県に所属。
- 1889年（明治22年）4月1日 - 町村制施行により周淮郡八重原村大字外箕輪となる。
- 1897年（明治30年）4月1日 - 八重原村、郡統合により君津郡所属となる。
- 1943年（昭和18年）4月1日 - 八重原村と周西村が合併し君津郡君津町が成立、同町の大字となる。
- 1971年（昭和46年）9月1日 - 君津町が市制施行し、君津市となる。
- 1975年（昭和50年）7月1日 - 社会福祉センター「きみつ偕楽園」開園[4]。
- 1976年（昭和51年）9月1日 -  心身障害児通園施設「きみつ愛児園」「きみつあゆみ園」開園[4]。
- 1981年（昭和56年）12月1日 - 一部で住居表示実施[4]、南子安6丁目および杢師4丁目に編入。
- 1983年（昭和58年）11月1日 - 一部で住居表示実施[4]、外箕輪1丁目 - 4丁目成立。
- 1993年（平成5年）4月26日 - 君津警察署外箕輪派出所（現：外箕輪交番）落成式[4]。
- 1994年（平成6年）4月5日 - 君津市立外箕輪小学校開校[4]。

## 統計
|             | 世帯数 | 人口  | 地図                               |
| ----------- | ------ | ----- | ---------------------------------- |
| 外箕輪      | 87     | 242   | 地図1 地図2 地図3                  |
| 外箕輪1丁目 | 637    | 1,424 | 北緯35度18分54秒 東経139度55分12秒 |
| 外箕輪2丁目 | 454    | 950   | 北緯35度19分11秒 東経139度55分19秒 |
| 外箕輪3丁目 | 189    | 382   | 北緯35度19分16秒 東経139度55分29秒 |
| 外箕輪4丁目 | 498    | 1,078 | 北緯35度18分55秒 東経139度55分29秒 |
| 計          | 1,865  | 4,076 |                                    |

1. ↑  “平成29年君津市人口”.   君津市 (2017年11月8日). 2017年11月20日閲覧。
2. ↑  単位：世帯
3. ↑  単位：人

## 小・中学校の学区
市立小・中学校に通う場合、学区は以下の通りとなる。
| 丁目        | 番地 | 小学校               | 中学校               |
| ----------- | ---- | -------------------- | -------------------- |
| 外箕輪      | 全域 | 君津市立外箕輪小学校 | 君津市立八重原中学校 |
| 外箕輪1丁目 | 全域 | 君津市立外箕輪小学校 | 君津市立八重原中学校 |
| 外箕輪2丁目 | 全域 | 君津市立外箕輪小学校 | 君津市立八重原中学校 |
| 外箕輪3丁目 | 全域 | 君津市立外箕輪小学校 | 君津市立八重原中学校 |
| 外箕輪4丁目 | 全域 | 君津市立外箕輪小学校 | 君津市立八重原中学校 |

## 交通
地内を通る鉄道路線はない。最寄駅はJR内房線君津駅。

### バス
- 日東交通
  - 三島線 木更津駅西口行・中島行
  - 周西線 君津製鐵所行・中島行
- 君津市コミュニティバス
  - 小糸川循環線 君津グラウンドゴルフ場 - 常代5丁目 - 君津駅南口 - 君津市役所 - ジョイフル本田前 - 君津バスターミナル - 外箕輪 - 常代5丁目 - （小糸郵便局前） - 君津グラウンドゴルフ場（循環ルート）

### 道路
一般国道
- 国道127号（内房なぎさライン）

主要地方道
- 千葉県道92号君津鴨川線 - 起点のみ。

一般県道
- 千葉県道158号君津青堀線
- 千葉県道164号荻作君津線

## 施設
外箕輪
- 君津の湯
- カーコンビニ倶楽部 君津国道127号店

外箕輪（飛地）
- きみつ愛児園
- きみつあゆみ園
- 君津市福祉作業所 ふたば園
- 君津市社会福祉センター きみつ偕楽園

外箕輪1丁目
- 君津市立外箕輪小学校
- 梨木前公園[6]
- 台公園[6]

外箕輪2丁目
- 君津外箕輪郵便局
- いなげや 君津店
- セブン-イレブン 君津外箕輪2丁目店
- 沖田公園[6]

外箕輪3丁目
- ジョイフル本田 君津店
  - ジャパンミート 君津店
- マツモトキヨシ 君津箕輪店

外箕輪4丁目
- 君津警察署 外箕輪交番
- JAきみつ 君津購買センター
- 君津山の手病院
- 延命寺
- 八幡神社
- ウエルシア薬局 君津外箕輪店
- 蒲田公園[6]
- サエン田公園[6]

公立小学校の学区は全域で君津市立外箕輪小学校、公立中学校は君津市立八重原中学校。

## 史跡
- 八幡神社古墳
- 道祖神裏古墳